# Magyarpéterfalva
Magyarpéterfalva (románul: Petrisat) település Romániában, Erdélyben, Fehér megyében.

## Fekvése
Gyulafehérvártól északkeletre, a Kis-Küküllő mellett, Küküllővártól délnyugatra, Búzásbocsárd, Küküllőiklód és Csufud közt fekvő település.

## Története
Magyarpéterfalva nevét 1318-ban Peturmesturfolua módon írva említette először oklevél. 1332-ben Kechkezevepeturhaza, 1341-ben Peturfolua, 1413-ban Peterfalwa, 1505-ben Peterfalwa, 1808-ban Péterfalva, 1913-ban Magyarpéterfalva alakban írták.
A település az 1300-as évek elején Péter mester faluja volt, aki birtoka egy részét Katalin nevű leányának és annak vejének, Csanyi Illésnek adta át. 1332-ben Kétkezű Péternek és fiának, Jánosnak, valamint rokonságának birtoka volt. Ebben az évben már egyházas hely volt. A pápai tizedjegyzék feljegyzései szerint papja ekkor 20 dénár pápai tizedet fizetett.
1437-ben a Péterfalvi család tagjait és Diódi Istvánt említették birtokosaként. A Péterfalvi család leszármazottaié maradt a későbbiekben is, majd 1647-ben Rákóczi György birtokaként említették.
1910-ben 560 lakosából 497 magyar, 29 román, 34 cigány volt. Ebből 11 római katolikus, 67 görögkatolikus, 482 református volt.
A trianoni békeszerződés előtt Kis-Küküllő vármegye Hosszúaszói járásához tartozott.

## Nevezetességek
- Református temploma a 13. században épült, a 15. században bővítették, tornya 1913-ban épült.

## Híres emberek
- Itt született 1921. október 19-én Szikszay Jenő pedagógus, irodalomtörténész, az 1956-os forradalom áldozata, aki inkább a halálba menekült, minthogy diákjai ellen valljon, brassói kihallgatásának másnapján, 1977. április 11-én önkezével vetett véget életének.

## Hivatkozások

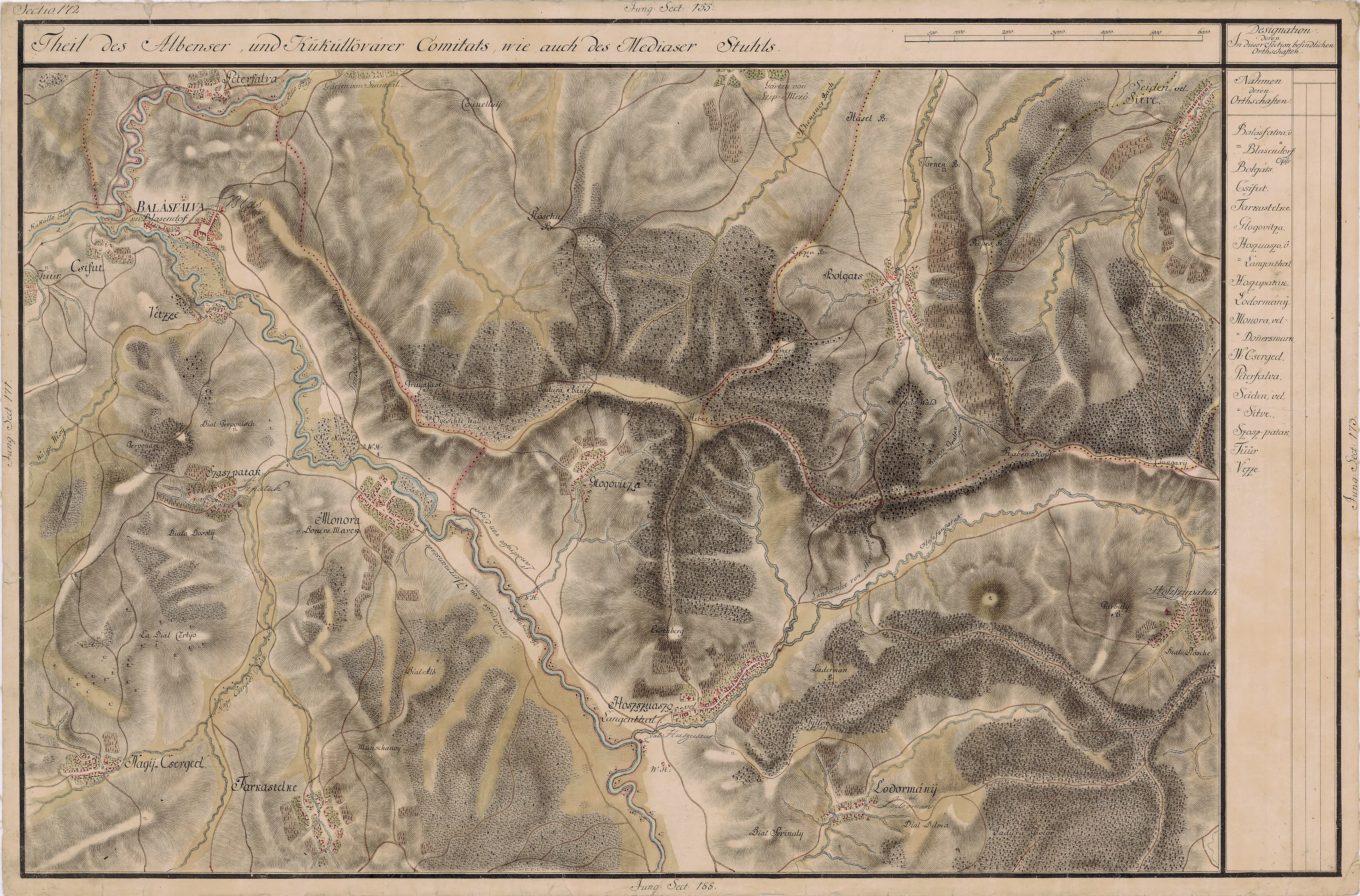
Magyarpéterfalva egy régi térképen